# بطولة الملك عبد الله الدولية
بطولة الملك عبد الله لكرة السلة : هي بطولة كرة سلة تحدث كل عام في المملكة الأردنية الهاشمية وهي تجمع أفضل المنتخبات العربية وغير العربية، تحتضنها صالة الأمير حمزة.

## المنتخبات الحاصلة على لقب البطولة
- الأردن 2
- الرياضي اللبناني 1
- السعودية 1
- مصر 1